# Ngô Quang Xuân
Ngô Quang Xuân (sinh 1951) là đại biểu Quốc hội Việt Nam khóa 12, thuộc đoàn đại biểu Đồng Tháp.

## Tiểu sử
Ngô Quang Xuân sinh năm 1951, quê quán tại xã Diễn Hoa, huyện Diễn Châu tỉnh Nghệ An.

## Sự Nghiệp
Ngô Quang Xuân từng là Phó chủ nhiệm Ủy ban đối ngoại của Quốc hội.
Đại sứ Việt Nam tại Liên Hợp quốc
Đại sứ Việt Nam tại Tổ chức Thương mại thế giới.
Phó Chủ tịch Đại Hội đồng Liên Hợp quốc, Phó Chủ tịch Liên minh nghị viện thế giới.
Ông từng tham gia đàm phán để Việt Nam gia nhập tổ chức thương mại thế giới WTO .

## Gia Đình
Ngô Quang Xuân và vợ là bà Lê Thị Hoa có hai người con gái. Trong đó, con gái thứ là Hoa hậu Thế giới người Việt là Ngô Phương Lan.